# St. Beatus (Thun)
Die Kirche St. Beatus ist eine christkatholische Kirche in Thun im Kanton Bern in der Schweiz.

## Geschichte
Das Kirchengebäude stammt aus dem Jahr 1840 und wurde damals als Anglikanische Kirche errichtet. 1942 erwarb die christkatholische Gemeinde das Gebäude von der Eigentümerin Thunerhof AG, 1946 wurde die baufällige Kirche renoviert, am 16. Juni erfolgte die Weihe durch Bischof Adolf Küry. Damals galt Thun noch als Filialgemeinde der Berner christkatholischen Gemeinde. 1994 wurde die Kirche renoviert, 1996 wurde die Gemeinde selbständig, 1998 wurde die Nationalsynode in Thun abgehalten.